# Ассирийские шлемы

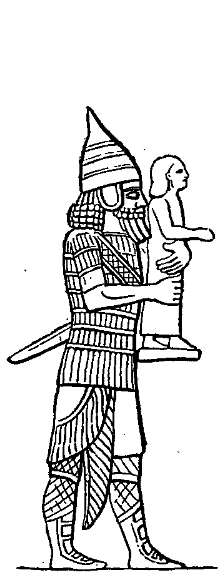
Ассирийский воин

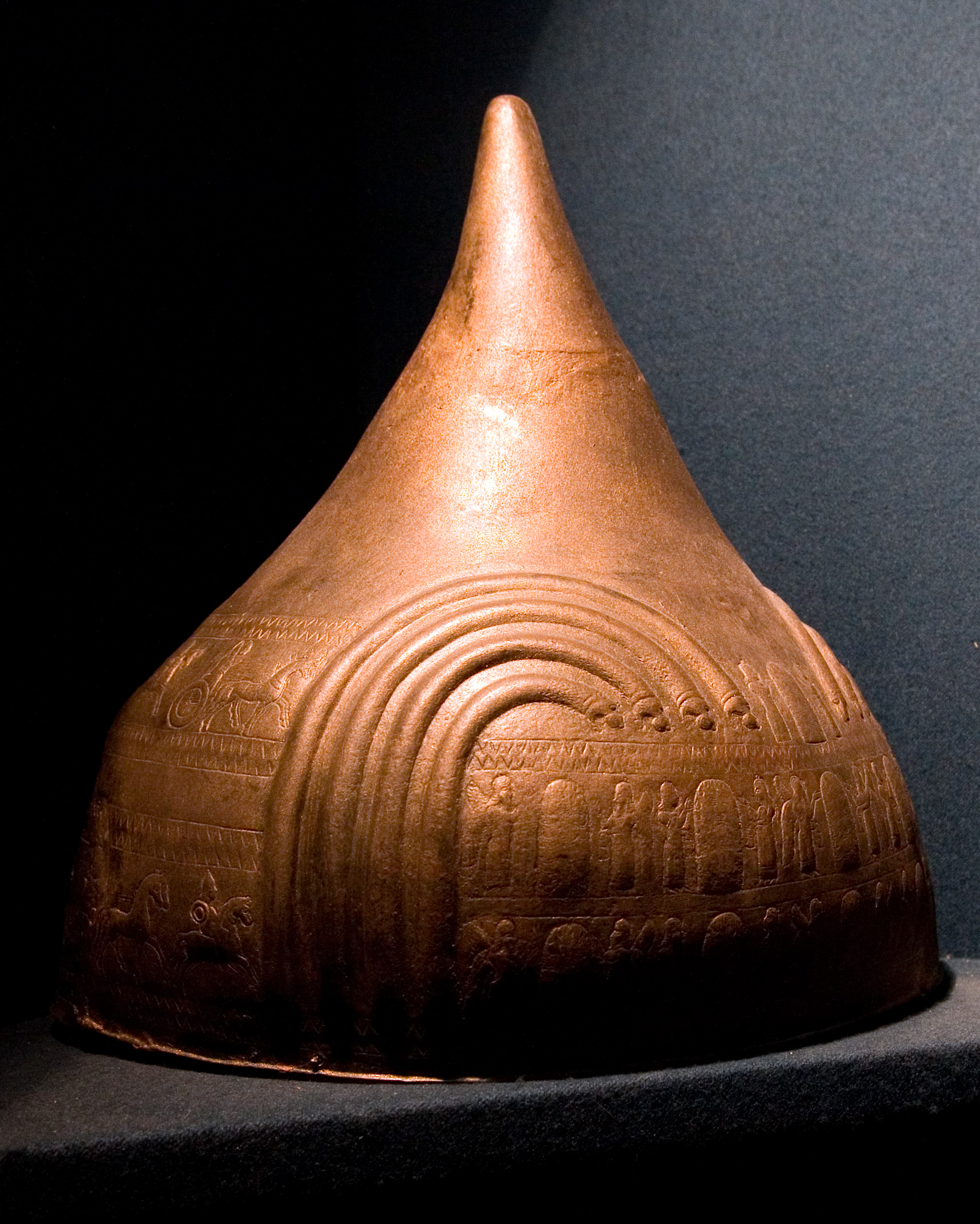
Шлем царя Урарту Сардури II

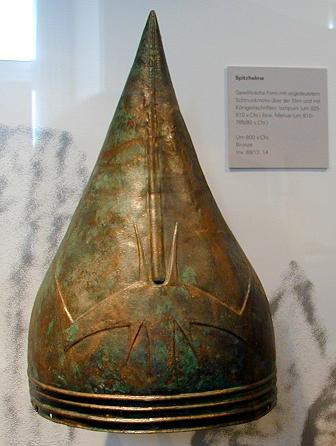
Конический шлем, Урарту, VIII в. до н. э.

Ассирийские шлемы — шлемы, характеризуемые высокой конической или сфероконической формой, сформировались и применявшиеся в Ассирии, а под ассирийским влиянием — в Урарту и у других народов. Отливались или ковались из бронзы, но известны образцы, сделанные из железа — возможно, первые в мире железные шлемы.

## Предыстория
Сфероконические шлемы впервые появились в Месопотамии во второй половине 3 тысячелетия до н. э. — эти шлемы отличались довольно невысокой, почти полусферической тульёй, плавно переходившей в конус. Дальнейшее развитие шлемы получили в сирийско-палестинском регионе в первой половине — середине 2 тысячелетия до н. э., у которых коническая часть стала выше, переходя в шпиль. На сирийских изобразительных источниках XVIII—XII веков до н. э. шлемы, как правило, с невысокой полусферической, цилиндроконической или сфероконической тульёй, резко переходящей в высокий и узкий шпиль. В большинстве случаев шлемы были с прямоугольным или закруглённым лицевым вырезом; к тому же они обычно снабжены декоративными рогами.

## Ассирия
В Ассирии в IX в. до н. э. использовались, преимущественно, высокие шлемы конической формы, с незначительным обратным изгибом, с ровным венцом. Применялись и сфероконические шлемы с узкой конической частью. Иногда они снабжались ламеллярной бармицей, закрывающей затылок, шею и нижнюю часть лица — такие шлемы носились в комплекте с тяжёлым длинным доспехом. Ассирийские шлемы обычно украшались рельефными выпуклыми горизонтальными линиями и дуговой линией над лбом.
В VIII в. до н. э. конические шлемы исчезают, а получают распространение сфероконические шлемы законченных форм, очень схожих со средневековыми шеломами. Обычно они имели ровный венец, но иногда снабжались низким прямоугольным лицевым вырезом.
Кроме этого, под малоазиатско-сирийским влиянием, в Ассирии приобретают популярность два типа шлемов необычных форм. Они отличались узкой верхней «конической» частью. Первый тип характеризовался тем, что эта верхняя часть загибалась вперёд, иногда так, что вершина «конуса» смотрела вниз. Второй тип был увенчан довольно большим подковообразным навершием, направленным спереди назад. Эти необычные шлемы снабжались волосяными гребнями, а также, как правило, полукруглыми наушами.
В VII в. до н. э. сфероконические шлемы Ассирии становятся разнообразнее. Встречаются образцы с небольшими полукруглыми наушами, нередко выполненными зацело с тульёй. Такими наушами снабжались шлемы как с ровным краем, так и с прямуогольным лицевым вырезом; шлемы же с дуговидным лицевым вырезом наушами не снабжались.
Сохранился железный ассирийский шлем VII—VIII в. до н. э., который был найден в Ниневии и хранится в Британском музее. Этот шлем сфероконической формы, с ровным венцом, украшен горизонтальными выпуклыми линиями.

## Урарту
В Урарту в IX—VIII веках до н. э. применялись низкие полусферические шлемы с высоким гребнем. Они имели глубокий лицевой и низким затылочный вырез, или только лицевой. Подобные шлемы известны ещё по артефактам XIII в. до н. э. из Лчашена.
Начиная с VIII в. до н. э., в Урарту распространяются сфероконические шлемы ассирийского типа. Эти шлемы нередко отличались значительной высотой и были декорированы. К украшениям в ассирийском стиле относятся ряды выпуклых линий, окаймляющих венец, утроенные рога на лобной части, с вертикальной линией, идущей по оси. Из местных украшений известны чеканные изображения двуглавого орла, молниеобразной фигуры; на царских шлемах отделка очень обильна и разнообразна.
Кроме сфероконических, в Урарту имели хождение конические шлемы. Известен, например, шлем коническо-колоколовидной формы с невысоким гребнем.
В Урарту так же сохранились сфероконические железные шлемы, датируемые VIII—VII в. до н. э.. Они склёпывались из двух симметричных половин, к которым наваривалось отдельно выкованное навершие. По венцу таких шлемов делались отверстия для крепления подшлемника. Бронзовые шлемы в подавляющем большинстве случаев отверстий лишены, подшлемник к ним мог приклеиваться.

## Другие регионы
Под ассирийским влиянием подобные шлемы в VIII—VII в. до н. э. применялись в сирийско-финикийском регионе. Конические шлемы ассирийского типа изображены, например, на иудейских воинах, обороняющих город Лакиш от ассирийцев. Подобные шлемы найдены на Кавказе.
С начала 1 тысячелетия до н. э. шлемы попадают в Западный Иран. Они как привозились из Ассирии и Урарту, так и изготавливались по этим образцам. Сохранился местный бронзовый шлем ярко выраженной сфероконической формы общей высотой 47 см, с тульёй из двух половин, швы которой, в отличие от ассирийско-урартийских образцов, расположены по бокам. На высоком шпиле этого шлема закреплено небольшое навершие, по венцу закреплён околыш, украшенный 6 протомами козлов. Шлем снабжён подвижно прикреплёнными наушами. Сфероконические шлемы, по-видимому, не выходили из употребления в Иране в течение 2 тысячелетий, за это время железные шлемы вытеснили бронзовые. А также получили распространение у других народов.